# Римокатоличка црква Светог Рока у Суботици
Римокатоличка црква Светог Рока у Суботици припада Суботичкој бискупији Римокатоличке цркве.
Данашња црква је подигнута 1896. године на месту старије грађевине, грађена је у неоготском стилу и посвећена у част светога Рока. Дужина грађевине је 51,5m, средња лађа је изнутра 49,8m дуга, широка 17,18m и висока 14,65m. Попречна лађа је дуга 26,52m, а широка 7,17m и висока 15,2m, док је торањ висок 62,65m. Торањ је 1959. године поправљан, а црква је изнутра обнављана темељито 1961. године. Има пет звона од којих је највеће 944 килограма, а најмање 50kg. Матице се воде од 1841. године. 
На територију жупе је још и капела свете Ане на гробљу, која је подигнута 1886. године. У болници је такођер подигнута врло лијепа капела у част св. Елизабете Угарске. На територију жупе се налази самостан Kћери милосрђа III. реда св. Фрање са капелом која је посвећена у част свете Мале Терезије.